# ディオファントス方程式
ディオファントス方程式（ディオファントスほうていしき、Diophantine equation）とは、整係数多変数不定方程式である。文脈として、整数解や有理数解を問題にしたい場合に用いられる用語であり、主に数論の研究課題と考えられている。古代アレクサンドリアの数学者ディオファントスの著作『算術』で、その有理数解が研究されたのにちなんだ名称である。

## 定義
ディオファントス方程式とは、整係数多変数不定方程式
{\displaystyle \sum a_{e_{1}e_{2}\ldots e_{m}}x_{1}^{e_{1}}x_{2}^{e_{2}}\cdots x_{m}^{e_{m}}=0\quad (a_{e_{1}e_{2}\ldots e_{m}}\in \mathbb {Z} )}
である。整数および変数の定数乗の加減乗算からなる方程式は、すべてディオファントス方程式である。
指数部分も変数化した方程式も、広義のディオファントス方程式である。このような方程式は指数型ディオファントス方程式（exponential Diophantine equation）と呼ばれる。実際には、指数型ディオファントス方程式は通常のディオファントス方程式の複数の組に還元できることが知られている。

## 特殊例
ディオファントス方程式の特殊例には以下のようなものがある。
ベズー方程式 a x + b y = d
ユークリッドの互除法の応用により、一般の整数解が求まる。
ピタゴラス方程式 x2 + y2 = z2
直角三角形の辺長に対応する。とくに自然数解をピタゴラス数といい、一般生成公式が存在する。
ペル方程式 x2 - n y2 = 1
連分数の応用により、一般の整数解が求まる。
楕円曲線 y2 = f (x) （f (x) は重根をもたない、3次または4次の多項式）
数論の中心的課題の一つである。とくに有理数解についての構造定理（モーデルの定理）がある。整数解は有限個しか存在せず、原理的には全ての整数解を求めることが可能。有限体上の楕円曲線の構造も考察されており、暗号理論などに応用されている。
超楕円曲線 y2 = f (x) （f (x) は重根をもたない、5次以上の多項式）
整数解は有限個しか存在せず、原理的には全ての整数解を求めることが可能。ファルティングスの定理により、有理数解も有限個しか存在しないが、それを全て求めることができるとは限らない。
トゥエ方程式 f (x, y) = k （f (x, y) は3次以上の斉次既約多項式）
整数解は有限個しか存在せず、原理的には全ての整数解を求めることが可能。この曲線の次数が3ならば楕円曲線と双有理同値になる。次数が4以上ならば、ファルティングスの定理により、有理数解も有限個しか存在しないが、それを全て求めることができるとは限らない。

## 課題
ディオファントス方程式の整数解や有理数解をもとめる問題は、古くから非常な難問として知られており、ディオファントス自身や、近代フランスの数学者フェルマーらが代表的な研究者として有名である。
アリヤバータは499年の著作で線型ディオファントス方程式 {\displaystyle ay+bx=c} の整数解の解法を初めて明確に記し、これを「クッタカ法」と呼んだ。のちのブラーマグプタは「チャクラバーラ法」 (Chakravala method) を用いて、2次のディオファントス方程式を扱った。1150年には、バースカラ2世がブラーマグプタの解法を改良し、ペル方程式の他、不定二次方程式や二次ディオファントス方程式の一般解を見つけている。
現在では、すべての方程式について整数範囲での一般解法は存在しないことが証明されている。整数解の存在判定に限定しても、9変数の一般的判定法が存在しないことがすでに証明されている。2変数の一般的判定法も未知である（種数1の場合、および yk = f (x) の形の方程式については原理的には判定可能である）。また、有理数範囲での一般的判定方法が存在するかどうかも未知である。
1900年に提示された「ヒルベルトの23の問題」の第10問題が「ディオファントス方程式の一般的で有限的な可解性判定方法をもとめよ」であったが、これは1970年にロシアの数学者ユーリ・マチャセビッチによって否定的に解決された。（→計算可能性理論）この証明の副産物として、再帰的に枚挙可能な任意の整数の集合（たとえば素数の集合）には、その要素を整数解とするディオファントス方程式が、かならず存在することが証明されている。日本の廣瀬健はマチャセビッチと同時期に独立に部分的解決をしていたとされる。
2変数2次方程式a x2 + b y + c = 0 の整数解の存在判定問題はNP完全問題であることが証明されている。（→計算複雑性理論）

## 関連図書
- 武隈良一『ディオファンタス近似論』槇書店〈数学選書〉、1972年9月20日。NDLJP:12623655。
- 三井孝美『解析数論：超越数論とディオファンタス近似論』共立出版〈共立講座現代の数学 12〉、1977年。NDLJP:12623625。
- Nigel P. Smart: The Algorithmic Resolution of Diophantine Equations, Cambridge Univ. Press (London Math. Soc. Student Texts 41), ISBN 0-521-64633-2 (1998).
- Daniel Duverney; 塩川宇賢(訳)：「数論 : 講義と演習」、森北出版、ISBN 4-62708142-1 (2006年3月). ※ ディオファンタス方程式の記述を多く含む。